# Graphische Notation
Grafische Notation ist eine Art der Musikgrafik zur Notation von Musik, die zusätzlich zu den herkömmlichen Elementen der Notenschrift oder anstelle derselben andere Symbole und Texte verwendet (teilweise auch Farben), um die Ausführung eines Musikstücks zu beschreiben. Sie wird seit dem 20. Jahrhundert in der experimentellen und Avantgarde-Musik verwendet, wo die traditionelle Notation nicht ausreicht, um Inhalte und Spontanität einer musikalischen Idee zu vermitteln.
Hier einige gebräuchliche Zeichen für rhythmische Erscheinungen:
|  | Strich oder Punkt als Symbol der Tondauer             |
|  | Abstände der Tonfolge dem optischen Bild entsprechend |
|  | schneller werdend                                     |
|  | langsamer werdend                                     |
|  | unregelmäßige Tonfolge                                |
|  | kurze Fermate                                         |
|  | lange Fermate                                         |

Komponisten, die grafische Notation verwenden, sind u. a.:
- Christian Wolff
- Earle Brown
- Sylvano Bussotti
- John Cage
- Morton Feldman
- Roman Haubenstock-Ramati
- Anestis Logothetis
- Roger Reynolds
- Norbert Walter Peters
- Leon Schidlowsky
- Karlheinz Stockhausen
- Friedrich Goldmann
- Cristóbal Halffter
- Luciano Berio
- Helmut W. Erdmann
- Anthony Braxton